# Indvielse af Carlsbergfondets Biologiske Institut
Indvielse af Carlsbergfondets Biologiske Institut er en dansk virksomhedsfilm fra 1932.

## Handling
Indvielsen af Carlsbergfondets Biologiske Institut på Tagensvej i København d. 19. oktober 1932. Bygningen er tegnet af arkitekten Christen Borch. Instituttets arbejdsområde består primært i at udforske vævcellernes liv og egenskaber (herunder kræftforskning). Optagelser af bygningens facade og tagudhænget, der i hjørnet er udsmykket med den tolvtakkede stjerne.
Gæsterne ankommer til instituttet, gående ind ad porten ved Tagensvej. Blandt andet ses Carlsbergfondets bestyrelse, statsminister Thorvald Stauning og gesandter fra den tyske og amerikanske ambassade. Carlsbergfondets formand, professor Anders Bjørn Drachmann, holder tale til forsamlingen. Han efterfølges af instituttets leder, kræftforsker Alfred Fischer. Efter indvielsen demonstreres forskellige afdelinger i instituttet. I et af laboratorierne ses to kvinder, der arbejder med vævsdyrkning. De anvender pipette og petriskåle og er iført sorte beskyttelsesdragter, der også dækker ansigtet. Efter demonstrationen går gæsterne udenfor.
Derefter er der optagelser fra Dansk Film Revy, hvor man først ser instituttets facade og derefter laboratorierne med de nye moderne, avancerede apparater. Blandt andet er der optagelser af en skjoldbruskkirtel i et apparat, steriliseringsapparater, måleapparater og apparater, der kan optage levende kræftceller.